# قاعدة فوستر

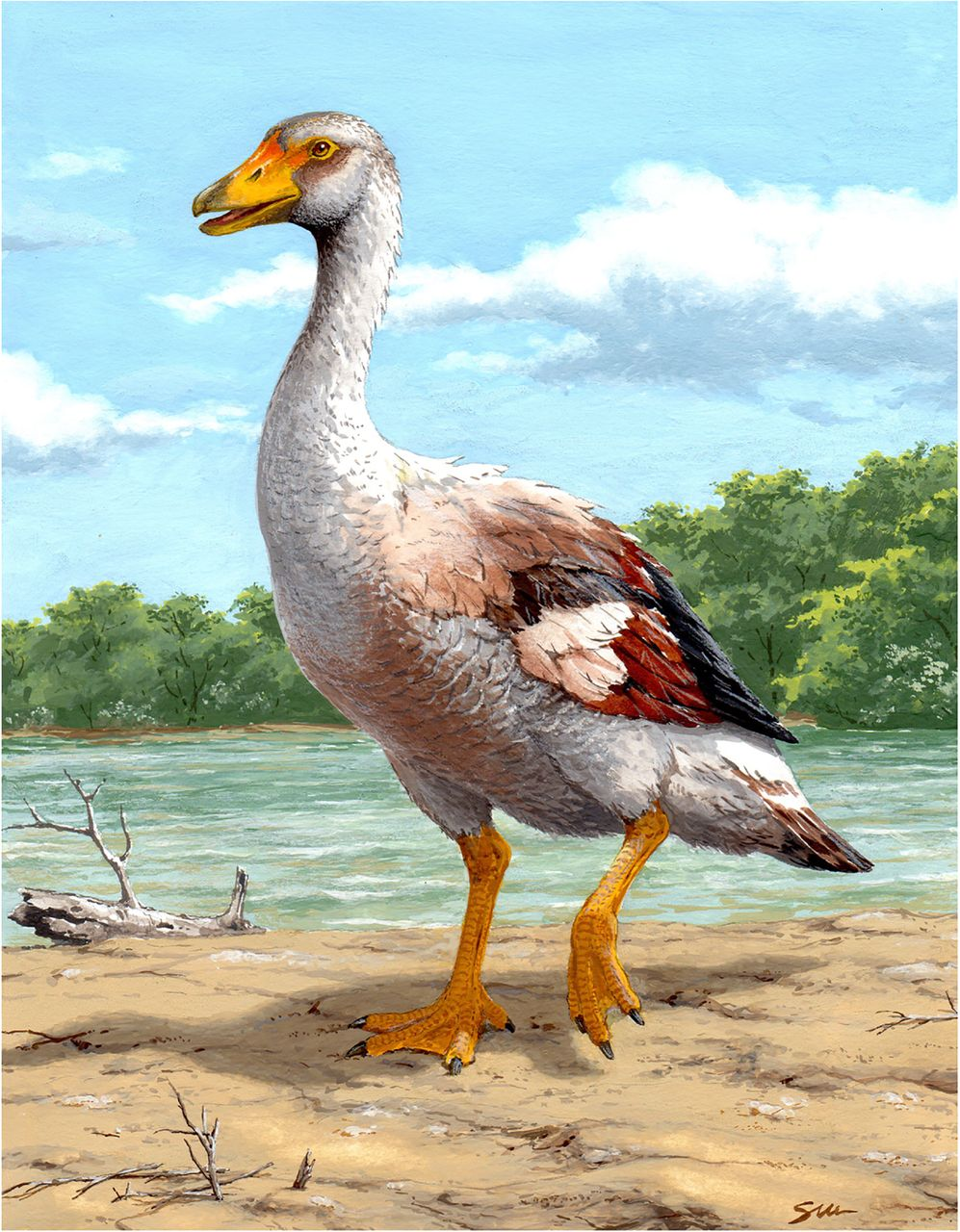
إوزة عملاقة أحفورية كبيرة جدًا من جزيرتي غرغانو وسكونتروني في أواخر عصر الميوسيني

قاعدة فوستر، والمعروفة أيضًا باسم حكم الجزيرة أو تأثير الجزيرة، هي قاعدة جغرافية بيولوجية في علم الأحياء التطوري تفيد بأن الأنواع يصبحون أصغر أو أكبر وفقًا للموارد المتاحة في البيئة. على سبيل المثال، من المعروف أن ماموث القزم تطور من الماموث الطبيعي في الجزر الصغيرة. وقد لوحظت مسارات تطورية مماثلة في الأفيال، وأفراس النهر، وأصلة، والكسلان (مثل الكسلان القزم)، والغزلان والبشر.
ذكرت القاعدة لأول مرة من قبل عالم الثدييات ج. بريستول فوستر في عام 1964. في ذلك، قارن بين 116 نوعا من جزيرة لأصناف البر الرئيسي. اقترح أن تتطور مخلوقات جزرية معينة إلى نسخ أكبر من نفسها (العملاق الجزري ) بينما أصبح آخرون مخلوقات (التقزم الجزيري). اقترح التفسير البسيط الذي مفاده أن المخلوقات الأصغر تصبح أكبر عندما يتم تخفيف ضغط الافتراس بسبب غياب بعض الحيوانات المفترسة في البر الرئيسي، وتصبح الكائنات الأكبر حجمًا أصغر عندما تكون الموارد الغذائية محدودة بسبب قيود مساحة الأرض.
جرى توسيع الفكرة في نظرية التقزم، بواسطة روبرت ماك آرثر وإدوارد ويلسون. في عام 1978، نشر تيد جي كيس ورقة أطول عن الموضوع في مجلة علم البيئة.
علاوة على ذلك، طبقت الأبحاث الحديثة حكم الجزيرة على النباتات.